# Lista de ecólogos
Esta é uma lista de ecólogos que têm páginas na Wikipédia, em ordem alfabética pelo sobrenome.

## A-D
- Aziz Ab'Saber (Brasil)
- Charles Christopher Adams (EUA)
- Warder Clyde Allee (EUA)[1]

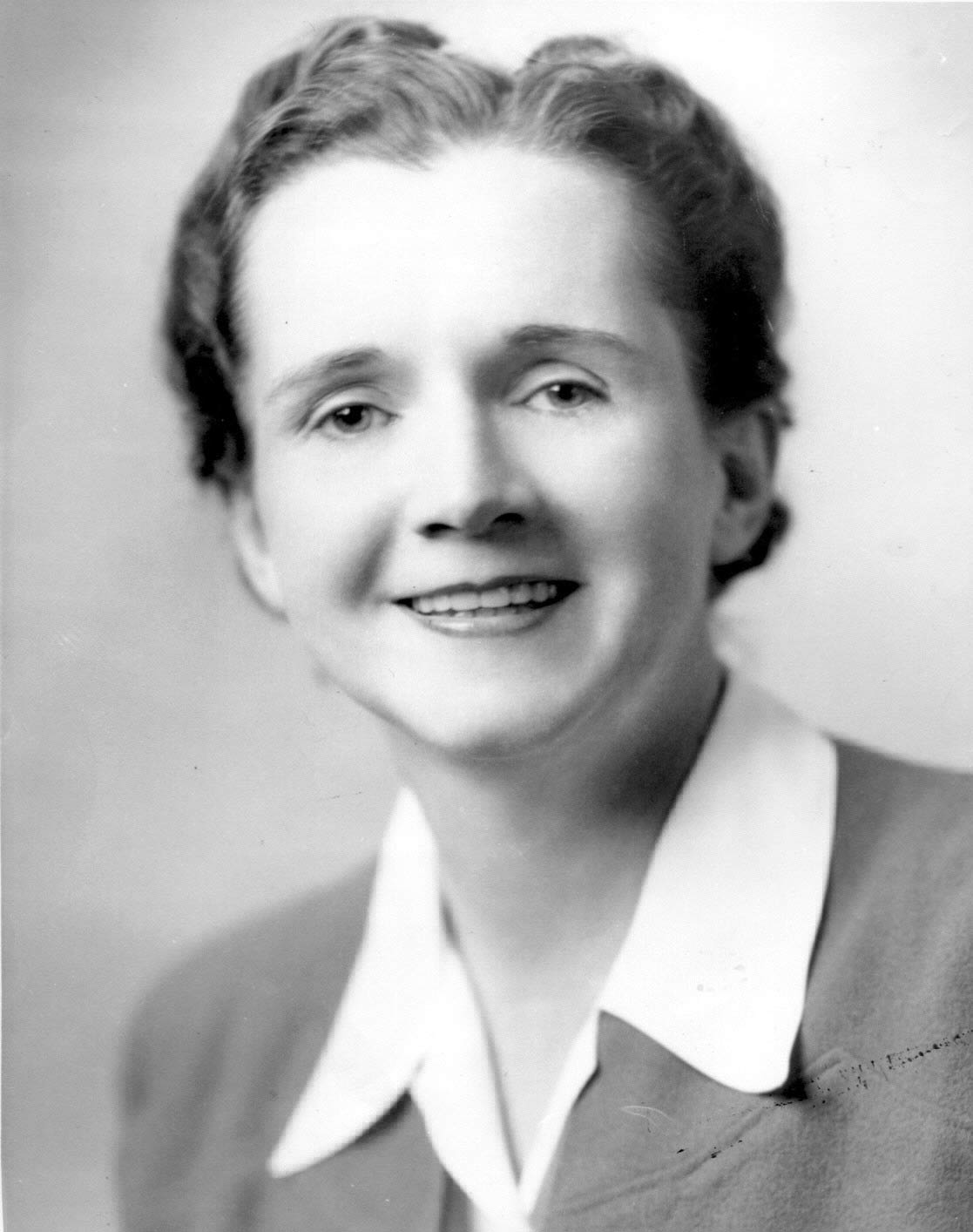
Rachel Carson

- Herbert G. Andrewartha (Austrália)
- Sarah Martha Baker (UK)
- John Beard (Reino Unido)
- William Dwight Billings (EUA)
- Louis Charles Birch (Austrália)
- Emma Lucy Braun (EUA)
- James Brown (EUA)
- George Bornemissza (Australia)
- Murray Fife Buell (EUA)
- Arthur Cain (EUA)
- Archie Fairly Carr (EUA)
- Rachel Carson (EUA)
- F. Stuart Chapin III (EUA)
- Frederic Clements (EUA)
- Henry Shoemaker Conard (EUA)
- Joseph H. Connell (EUA)
- William Skinner Cooper (EUA)
- Charles F. Cooper (ecólogo) (EUA)
- Henry Chandler Cowles (EUA)
- John T. Curtis (EUA)
- Pierre Dansereau (Canadá)
- Frank Fraser Darling (Reino Unido)
- Margaret Bryan Davis (EUA)
- Edward Smith Deevey, Jr. (EUA)
- Rene Dubos (EUA)

## E-H
- Frank Edwin Egler (EUA)
- Paul R. Ehrlich (EUA)
- Heinz Ellenberg (Alemanha)
- Charles S. Elton (Reino Unido)
- Stephen Alfred Forbes (EUA)
- Douglas Joel Futuyma (EUA)
- Henry Gleason (EUA)
- Robert Fiske Griggs (EUA)
- J. Philip Grime (Reino Unido)
- Peter J. Grubb (Reino Unido)
- Nelson Hairston (EUA)
- Henry Paul Hansen (EUA)
- Ilkka Hanski (Finlândia)
- Garrett Hardin (EUA)
- John L. Harper (UK)
- John William Harshberger (EUA)
- Jeff Harvey (EUA)
- Alan Hastings (EUA)
- C.S. Holling (Canadá)
- Stephen Hubbell (EUA)
- G. Evelyn Hutchinson (Reino Unido/EUA)

## I-L

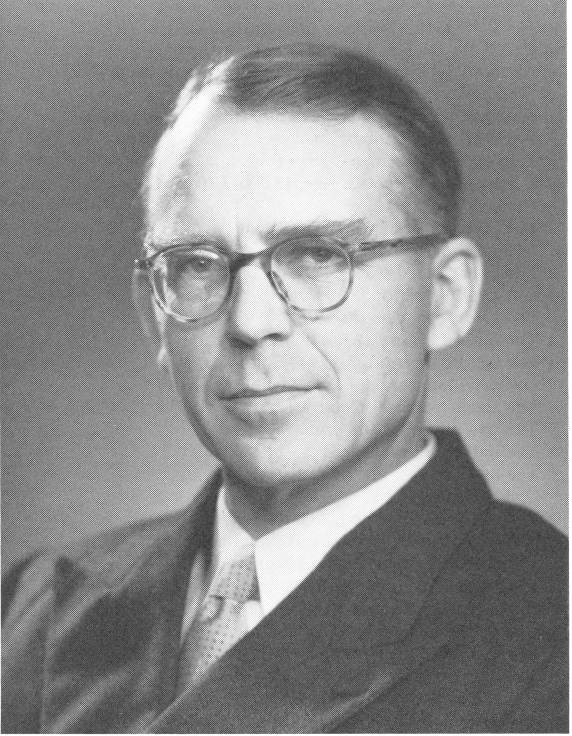
Johs. Iversen

- Rolf Anker Ims (Noruega)
- Johs. Iversen (Dinamarca)
- Frances Crews James (EUA)
- Daniel Janzen (EUA)
- E. A. Johnson (Canadá)
- Paul Keddy (Canadá)[2]
- Hanna Kokko (Finlândia)
- David Lack (Reino Unido)
- Hugh Lamprey (Reino Unido)
- Pierre Legendre (Canadá)
- Aldo Leopold (EUA)
- Estella Leopold (EUA)
- Simon A. Levin (EUA)
- Richard Levins (EUA)
- Gene Likens (EUA)
- Raymond Lindeman (EUA)
- Alton A. Lindsey (EUA)
- Daniel A. Livingstone (EUA)
- Thomas Lovejoy (EUA)
- Jane Lubchenco (EUA)

## M-P
- Robert MacArthur (EUA)
- Georgina Mace (Reino Unido)
- Robert May (Austrália/Reino Unido)
- Ramon Margalef (Espanha)
- James B. McGraw (EUA)
- Samuel Joseph McNaughton (EUA)
- Ian McTaggart-Cowan (Canadá)
- Peter Menkhorst (Austrália)
- John P. Milton (EUA)
- Karl Möbius (Alemanha)
- Harold A. Mooney (EUA)
- Ann Haven Morgan (EUA)
- Cornelius Muller (EUA)
- William W. Murdoch (EUA)
- Robert J. Naiman (EUA)
- Howard Nelson (Trindade e Tobago)
- Henry de Puyjalon (Canadá)
- Eugene Odum (EUA)
- Howard Odum (EUA)
- Henry J. Oosting (EUA)
- Gordon Howell Orians (EUA)
- Ruth Patrick (EUA)
- Stephanie Peay (Reino Unido)
- Carlos A. Peres (Brasil)
- Evelyn Christine Pielou (Canadá)
- Frank Alois Pitelka (EUA)

## Q-T
- Elsie Quarterman (EUA)

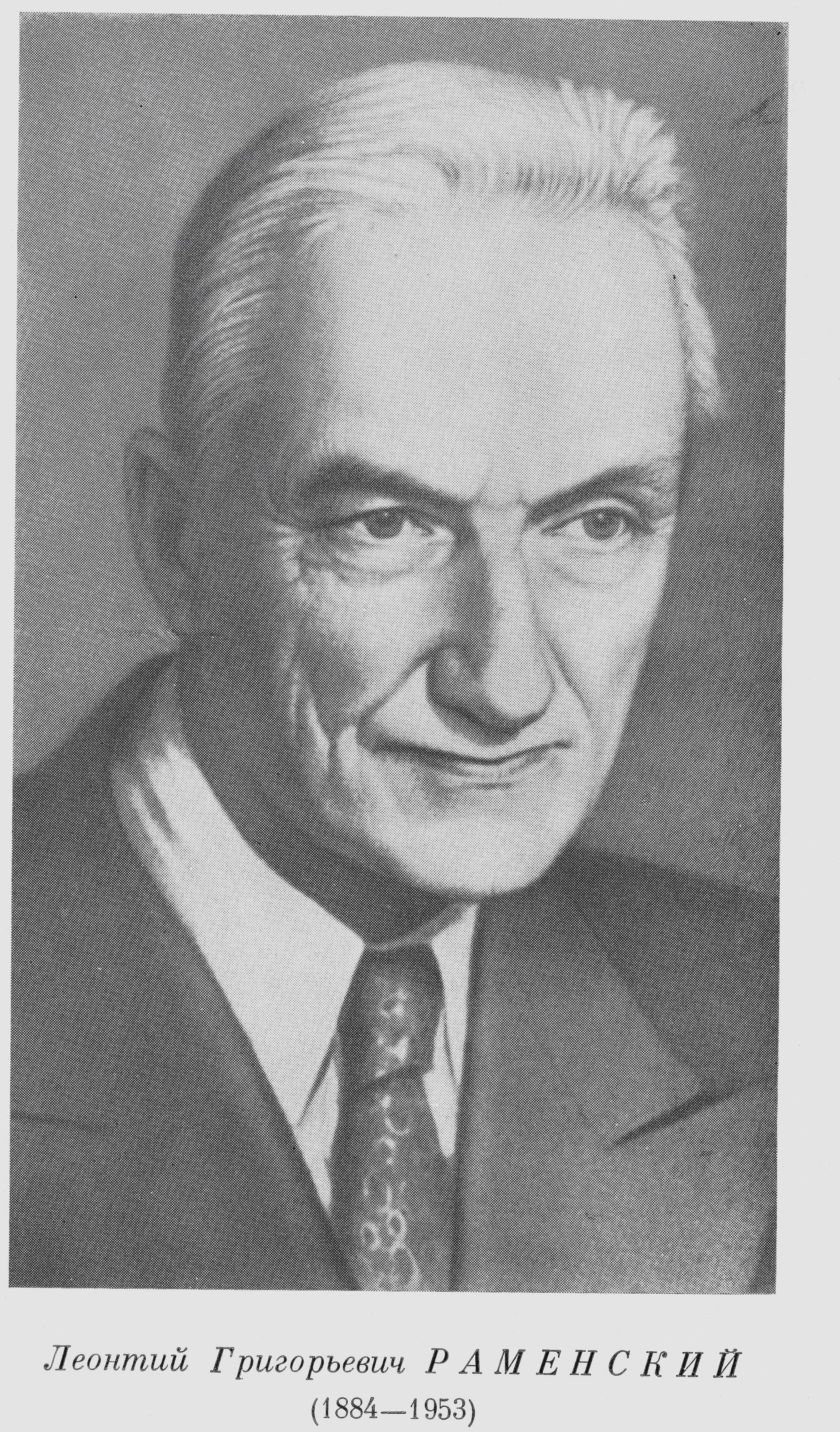
Leonty Ramensky

- T.A. Rabotnov (Rússia/União Soviética)
- Leonty Ramensky (Rússia/União Soviética)
- Derek Ratcliffe (Reino Unido)
- Christen Raunkiær (Dinamarca)
- Alfred Clarence Redfield (EUA)
- Edward Ricketts (EUA)
- Michael Rosenzweig (EUA)
- Joan Roughgarden (EUA)
- John Terborgh (EUA)
- Edward James Salisbury (Reino Unido)
- David Schindler (Canadá)
- William H. Schlesinger (EUA)
- Karl Patterson Schmidt(EUA)
- Paul Sears (EUA)
- Homer Leroy Shantz (EUA)
- Victor Ernest Shelford (EUA)
- Daniel Simberloff (EUA)
- Lawrence B. Slobodkin (EUA)
- Ian Stirling (Canadá)
- George Sugihara (EUA)
- Elissa Sursara (Austrália)
- Arthur Tansley (Reino Unido)
- G. David Tilman (EUA)
- Donald Ward Tinkle (EUA)
- Michael Charles Tobias  (EUA)
- C. Richard Tracy (EUA)
- Göte Turesson (Suécia)
- Monica Turner (EUA)

## U-Z
- Robert Ulanowicz (EUA)
- Peter Vitousek (EUA)
- Eugenius Warming (Dinamarca)
- Alexander Watt (Reino Unido)
- John Ernest Weaver (EUA)
- Franklin White (Canadá)
- Robert Whittaker (EUA)
- George C. Williams (EUA) [3]
- Edward Osborne Wilson (EUA)
- Sergei Winogradsky (Rússia)
- Christian Wissel (Alemanha)
- Albert Hazen Wright (EUA)
- Raman Sukumar (Índia)
- M.Sarath Kumar (Índia)